# Luis Augusto Campos Flórez
Luis Augusto Campos Flórez (* 23. August 1958 in Bogotá) ist ein kolumbianischer Geistlicher und römisch-katholischer Bischof von Socorro y San Gil.

## Leben
Luis Augusto Campos Flórez studierte Philosophie und Katholische Theologie am Priesterseminar San José in Bogotá. Er empfing am 8. Dezember 1982 das Sakrament der Priesterweihe für das Erzbistum Bogotá. Campos Flórez erwarb an der Päpstlichen Universität Gregoriana in Rom ein Lizenziat im Fach Philosophie und wurde am Institut Catholique de Paris promoviert.
Campos Flórez war zunächst als Pfarrvikar in Soacha tätig, bevor er Pfarradministrator der Pfarrei San Francisco de Paula wurde. Später war er Regens des Priesterseminars San José in Bogotá und Pfarrer der Pfarrei San Tarsicio. 2011 wurde Campos Flórez Bischofsvikar für die pastorale Zone Espíritu Santo des Erzbistums Bogotá.
Am 12. Dezember 2019 ernannte ihn Papst Franziskus zum Bischof von Socorro y San Gil. Der Erzbischof von Bogotá, Rubén Kardinal Salazar Gómez, spendete ihm am 8. Februar 2020 in der Kathedrale der Unbefleckten Empfängnis in Bogotá die Bischofsweihe; Mitkonsekratoren waren der Sekretär des Päpstlichen Rates zur Förderung der Neuevangelisierung, Kurienerzbischof José Octavio Ruiz Arenas, und der emeritierte Bischof von Socorro y San Gil, Carlos Germán Mesa Ruiz, sowie der Apostolische Nuntius in Kolumbien, Erzbischof Luis Mariano Montemayor. Die Amtseinführung erfolgte am 22. Februar desselben Jahres.